# Selaginella breynioides
Selaginella breynioides är en mosslummerväxtart som beskrevs av Bak.. Selaginella breynioides ingår i släktet mosslumrar, och familjen mosslummerväxter. Inga underarter finns listade i Catalogue of Life.